# Hanna Nitsch
Hanna Nitsch (* 11. März 1974 in Freiburg im Breisgau) ist eine deutsche Künstlerin. Bekannt ist sie vor allem für ihre großformatige Tuschmalerei auf Papier und ihre Fotoserien.

## Biografie
Nitsch wuchs in einem Dorf im Schwarzwald auf. Sie studierte Philosophie und Germanistik und schließlich Freie Kunst bei Peter Dreher und Silvia Bächli an der Staatlichen Hochschule für Gestaltung Karlsruhe und bei Klaus Stümpel an der Hochschule für Bildende Künste Braunschweig. 2003 wurde sie in die Begabtenförderung des Cusanuswerks aufgenommen und beendete das Studium 2007 mit dem Meisterschülerstipendium sowie dem Max-Ernst-Stipendium der Stadt Brühl (Rheinland). 2009 erhielt sie den Preis der Nordwestkunst verliehen von dem Verein der Kunstfreunde für Wilhelmshaven e. V.
2020 wurde ihr der Kunstpreis der SPD-Landtagsfraktion Niedersachsen verliehen. In ihrem künstlerischen Werk hinterfragt sie konzeptuell und mit malerischen Mitteln stereotype Vorstellungen von Rollenbildern, Geschlechterrollen, Identität und Sexualität.
Nitsch lebt mit ihrer Familie in Braunschweig.

## Ausstellungen (Auswahl)
- 2009 Janeinvielleichtfürimmer, Kunstverein Wolfenbüttel
- 2011 Fleurs du mal, Kunstverein Augsburg
- 2012 Elisabeth, Johanniterkirche Feldkirch (A)
- 2014 Trying to be like, Städtische Galerie Schorndorf
- 2015 Hanna Nitsch – Be Patient Volume 1[1], Städtische Galerie Wolfsburg
- 2016 Hanna Nitsch – Be Patient Volume 2, Kunstmuseum Wiesbaden
- 2018 Hanna Nitsch – Großer Wurf 1, Halle267 – Städtische Galerie Braunschweig[2]